# Iosif Efimovič Chejfic
Iosif Efimovič Chejfic (in russo Иосиф Ефимович Хейфиц?; Minsk, 4 dicembre 1905 – San Pietroburgo, 24 aprile 1995) è stato un regista e sceneggiatore sovietico.

## Biografia
Fu presente in concorso al Festival di Cannes due volte, nel 1955 con Una grande famiglia (Bol'šaja sem'ja), che valse all'intero cast il premio per l'interpretazione, e nel 1960 con La signora dal cagnolino (Dama s sobačkoj).
Il deputato del Baltico (Deputat Baltiki) fu indicato nel 1937 dal National Board of Review fra i migliori film stranieri dell'anno.

## Filmografia
- Veter v lico (1930) - co-regia di Aleksandr Zarchi
- Polden' (1931) - co-regia di Aleksandr Zarchi
- Moja rodina (1933) - co-regia di Aleksandr Zarchi
- Gorjačie denёčki (1935) - co-regia di Aleksandr Zarchi
- Il deputato del Baltico (Deputat Baltiki) (1937) - co-regia di Aleksandr Zarchi
- Člen pravitel'stva (1940) - co-regia di Aleksandr Zarchi
- Ego zovut Suchė-Bator (1942) - co-regia di Aleksandr Zarchi
- Malachov kurgan (1944) - co-regia di Aleksandr Zarchi
- Razgrom Japonii (1945)
- Vo imja žizni (1946) - co-regia di Aleksandr Zarchi
- Dragocennye zёrna (1948) - co-regia di Aleksandr Zarchi
- Ogni Baku (1950) - co-regia di Aleksandr Zarchi e Rza Tachmasib
- Mordovskaja ASSR (1951)
- Vesna v Moskve (1953) - co-regia di Nadežda Koševerova
- Una grande famiglia (Bol'šaja sem'ja) (1954)
- Delo Rumjanceva (1955)
- Dorogoj moj čelovek (1958)
- La signora dal cagnolino (Dama s sobačkoj) (1960)
- Gorizont (1961)
- Den sčast'ja (1963)
- V gorode S. (1967)
- Saljut, Marija! (1971)
- Plochoj chorošij čelovek (1973)
- Edinstvennaja... (1975)
- Asja (1977)
- Vpervje zamužem (1979)
- Šuročka (1982)
- Podsudimyj (1986)
- Vspomnim, tovarišč! (1987)
- Vy č'ë, starič'ë? (1988)
- Brodjačij avtobus (1989)
- Rjadovoj slučaj (1993)